# Шнейдеров, Виталий Семёнович
Виталий Семёнович Шнейдеров (8 ноября 1938 года, Приморский край, СССР — 13 января 2009 года, Санкт-Петербург, Россия) — российский учёный, писатель, автор множества научных работ в области медицинской техники и информатики.

## Биография
Родился 8 ноября 1938 года в Приморском крае, где его отец служил военным лётчиком.
В 1945 году родители привозят семилетнего Виталика в Ленинград. В Ленинграде он заканчивает школу с серебряной медалью. Поступает в Военмех на факультет Радиотехники. Параллельно занимается лёгкой атлетикой, метанием копья под руководством известного тренера Алексеева В. И., где достигает спортивного звания кандидата в мастера спорта.
В 1961 году по распределению едет в Бийск в должности инженера конструкторско-технологического бюро «Биофизприбор».
По возвращении в Петербург в 1966 году, поступает в аспирантуру ЛЭТИ по специальности «медицинское приборостроение». После окончания аспирантуры, в 1969 году направляется в Институт возрастной физиологии на должность старшего инженера в лабораторию высшей нервной деятельности.
В 1974 году устраивается на работу в Физико-технический институт, откуда в 1978 году переводится в Ленинградский научно-исследовательский вычислительный центр, в должности старшего научного сотрудника.
С 1990 года по 1998 год работает ведущим научным сотрудником в исследовательском Институте Арктики и Антарктики.
В 1996 году решает попробовать себя в новой нише председателя правления жилищно-строительного кооператива № 612. В кооперативе всегда была нехватка финансирования. Поэтому Виталий Семёнович исполнял не только свои обязанности, но и чужие. Чинил крышу, убирал двор.
С 2004 года помимо работы председателя ЖСК, преподаёт в Московском государственном университете экономики, статистики и информатики.
С 2006 года переходит в Санкт-Петербургский государственный институт культуры и искусств на должность доцента кафедры информатики и информационных технологий.
До последнего дня Шнейдеров успешно совмещал работу преподавателем, председателем кооператива и писателем. Однако 13 января 2009 года, в самом расцвете творческих сил, 70-летний, он внезапно скончался от обширного инфаркта.

## Работы
Первая книга «Машинная графика физиологических данных» была написана вместе с Александром Шеповальниковым. Издана изд-вом «Наука» в 1981 году.
Следующая книга была издана в 1984 году под названием «Обработка медико-биологических данных на ЭВМ».
Далее последовали брошюра «Методология автоматизированной обработки данных в поисковом эксперименте» и «Рисунок, чертеж, картина на ЭВМ».
Все вышеперечисленные издания являются устаревшими и вряд ли будут кому-то интересны сегодня.
В 1988 году издаётся том из серии «Мир профессий» под названием: «Человек. Знаковая система». Над ней Шнейдеров В. С. работал совместно с Шапкиным В. В., Тхоржевским Д. А., Фроловым Ю. В. и Степановым А. М. Является скорее психологической работой. Здесь с целью помочь советским гражданам определиться в выборе профессии авторы рассматривают человеческие качества, необходимые в той или иной работе: кассир, инженер, лингвист и т. д. Объясняют, что нужно будет знать и уметь обладателю данной профессии. Книга и сейчас может показаться интересной тем, кто не выбрал пока для себя занятие.
Первая самостоятельная книга «Приключения Шерлока Холмса в информационном обществе» была издана в 1993 году. Волею автора Шерлок Холмс и Доктор Ватсон оказываются в XX веке, где знакомятся с компьютером, восхищаются его достоинствами и с помощью новых технологий ловят злоумышленников. Шнейдерову В. С. удалось с юмором, присущим Конан Дойлю познакомить читателя с основами информатики. Книга имела успех у сравнительно узкого круга читателей, поскольку в 1993 году совсем немногие имели домашний компьютер и интересовались его изучением.
Начиная с 2004 года выходит серия книг-самоучителей, которые становятся бестселлерами и переиздаются несколько раз издательством «Питер»
В ниже перечисленных книгах автор с юмором, доступным языком помогает новичку освоить новую область знаний.
2002 год — «Фотография, реклама, дизайн на компьютере». Переиздаётся в 2005 году и 2006 году. В этой книге автор простым и весёлым языком рассказывает читателю о секретах обработки цифровых изображений на компьютере.
В 2004 году издаётся самоучитель «Рисунок на компьютере». В этой книге автор рассказывает о возможностях графического редактора и учит читателя как ими пользоваться, чтобы с наименьшими усилиями освоить цифровое рисование.
В 2005 году 66-летний автор увлекается 3ds Max. Пишет самоучитель, который поможет даже самому непонятливому освоить новую область.
В 2006 году книга выходит в свет.
В 2009 году автор пробует себя в новом жанре и пишет детектив «Компьютер-Убийца», но к сожалению книга так и не была дописана в связи с кончиной автора.

## Список произведений
- Шнейдеров В. С. Машинная Графика Физиологических Данных. — Ленинград: Наука, 1981.
- Шнейдеров В. С. Обработка медико-биологических данных на ЭВМ. — Ленинград: Медицина, 1984.
- Шнейдеров В. С. Методология автоматизированной обработки данных в поисковом эксперименте. — Ленинград, 1985.
- Шнейдеров В. С. Шапкин В. В., Тхоржевский Д. А., Фролов Ю. В., Степанов А. М. Том Мира Профессий. Человек. Знаковая система. — Ленинград, 1988.
- Шнейдеров В. С. Рисунок, чертеж, картина на ЭВM. — Ленинград, 1987.
- Шнейдеров В. С.Приключения Шерлока Холмса в информационном обществе. — Ленинград, 1993 г.
- Шнейдеров В. С. Фотография, реклама, дизайн на компьютере. Самоучитель. (недоступная ссылка) — СПб: Питер, 1-е издание, 2002, С. 320. ISBN 5-318-00529-2
- Шнейдеров В. С. Рисунок на компьютере. Самоучитель. (недоступная ссылка) — СПб: Питер, 1-е издание, 2004, С. 288. ISBN 5-94723-828-4
- Шнейдеров В. С. Фотография, реклама, дизайн на компьютере. Самоучитель. 2-е изд. (недоступная ссылка) — СПб: Питер, 2-е издание, 2005, С. 336. ISBN 5-94723-837-3
- Шнейдеров В. С. Иллюстрированный самоучитель 3ds Max. — СПб: изд-во Питер, 2006г, С. 420. ISBN 5-469-01186-0
- Шнейдеров В. С. Фотография, реклама, дизайн на компьютере. Самоучитель. 3-е изд. (недоступная ссылка) — СПб: Питер, 3-е издание, 2006, С. 362. ISBN 5-469-01535-1